# سوس سان ليجير
سوس سان ليجير (بالفرنسية: Sus-Saint-Léger)‏ هي بلدية تقع في إقليم باد كاليه من منطقة نور با دو كاليه في شمال فرنسا. تبلغ مساحة هذه المدينة 7.31 (كم²)، وترتفع عن سطح البحر 149 م، يبلغ عدد سكانها 340 نسمة حسب إحصاء المعهد الوطني للإحصاء والدراسات الاقتصادية سنة 2009 م. وترأس مارك دوفور البلدية خلال فترة (2008-2014).